# Kampung Olo
Kampung Olo is een bestuurslaag in het regentschap Padang van de provincie West-Sumatra, Indonesië. Kampung Olo telt 6895 inwoners (volkstelling 2010).